# The Dream of the Blue Turtles
| 전문가 평가                   | 전문가 평가 |
| 평가 점수                     | 평가 점수   |
| 출처                          | 점수        |
| ----------------------------- | ----------- |
| AllMusic                      | [ 2 ]       |
| Chicago Tribune               | [ 3 ]       |
| Encyclopedia of Popular Music | [ 4 ]       |
| Rolling Stone                 | [ 5 ]       |
| The Rolling Stone Album Guide | [ 6 ]       |
| The Village Voice             | C+          |

《The Dream of the Blue Turtles》는 1985년 6월 1일, 미국에서 발매된 영국의 싱어송라이터 스팅의 첫 번째 솔로 음반이다. 이 음반은 영국 음반 차트에서 3위, 미국 빌보드 200에서 2위에 올랐다.
미국에서 이 음반은 〈If You Love Somebody Set Them Free〉, 〈Fortress Around Your Heart〉, 〈Russians〉 그리고 〈Love is the Sevice Wave〉라는 4개의 싱글을 발매했다. 이 음반은 그래미 어워드 올해의 음반, 최우수 남성 팝 보컬 퍼포먼스, 최우수 재즈 인스트루멘탈 퍼포먼스, 최우수 엔지니어링 레코딩 부문에서 후보에 올랐다.

## 배경 및 발매
이 음반의 이름은 스팅의 꿈에서 따왔다.
싱글 〈If You Love Somebody Set Them Free〉는 미국에서 3위에 올랐지만, 이 음반의 수록곡 〈Russians〉(1980년대에 정점을 찍었던 냉전 핵 불안에 관한 이야기)가 더 많은 인기를 얻은 영국에서 겨우 26위에 그쳤다.
영국에서 이 음반은 마릴리온의 《Misplaced Childhood》와 브루스 스프링스틴의 《Born in the U.S.A.》가 발매한 주에 1위를 차지하지 못했다. 하지만 미국에서 이 음반은 빌보드 200에서 2위에 올랐다.
영화 《브링 온 더 나이트》는 이 음반을 프로듀싱한 녹음 작업과 이후의 투어를 녹음한다.

## 노래
이 곡들은 〈Children's Crusade〉(제1차 세계 대전의 젊은 세대 파괴와 현대 런던의 헤로인 중독에 의한 참화를 비교함), 폴리스의 곡인  〈Shadows in the Rain〉의 원곡인 〈We Work the Black Seam〉(영국 광부들의 1984년~1985년)을 포함한다. 앤 라이스의 소설 《뱀파이어와의 인터뷰》에서 영감을 얻은 곡인 〈Moon over Bourbon Street〉의 곡이다. 〈Consider Me Gone〉는 셰익스피어의 소네트 35의 첫 번째 사분오열이다.

## 곡 목록
모든 곡들은 특별한 언급이 없는 한 스팅에 의해 작사/작곡하였다.
| #  | 제목                                   | 작사·작곡                   | 재생 시간 |
| -- | -------------------------------------- | --------------------------- | --------- |
| 1. | 〈If You Love Somebody Set Them Free〉 |                             | 4:14      |
| 2. | 〈Love Is the Seventh Wave〉           |                             | 3:30      |
| 3. | 〈Russians〉                           | 세르게이 프로코피예프, 스팅 | 3:57      |
| 4. | 〈Children's Crusade〉                 |                             | 5:00      |
| 5. | 〈Shadows in the Rain〉                |                             | 4:56      |

| #   | 제목                              | 재생 시간 |
| --- | --------------------------------- | --------- |
| 6.  | 〈We Work the Black Seam〉        | 5:40      |
| 7.  | 〈Consider Me Gone〉              | 4:21      |
| 8.  | 〈The Dream of the Blue Turtles〉 | 1:15      |
| 9.  | 〈Moon over Bourbon Street〉      | 3:59      |
| 10. | 〈Fortress Around Your Heart〉    | 4:39      |

## 인증
| 국가                                                  | 인증        | 판매량/출하량 |
| ----------------------------------------------------- | ----------- | ------------- |
| 오스트레일리아                                        | —           | 200,000       |
| 캐나다 (뮤직 캐나다)                                  | 플래티넘    | 100,000^      |
| 프랑스 (SNEP)                                         | 플래티넘    | 551,100       |
| 독일 (BVMI)                                           | 플래티넘    | 500,000^      |
| 홍콩 (IFPI 홍콩)                                      | 골드        | 10,000*       |
| 이탈리아 (FIMI)                                       | 플래티넘    | 500,000*      |
| 뉴질랜드 (RMNZ)                                       | 플래티넘    | 15,000^       |
| 스페인 (PROMUSICAE)                                   | 골드        | 50,000^       |
| 영국 (BPI)                                            | 2× 플래티넘 | 600,000^      |
| 미국 (RIAA)                                           | 3× 플래티넘 | 3,000,000^    |
| 유고슬라비아                                          | —           | 50,000        |
| *판매량을 기반으로 한 인증 ^출하량을 기반으로 한 인증 |             |               |